# Annie (película de 2014)
Annie es una comedia dramática musical estadounidense, dirigida por Will Gluck y producida por Jay-Z y Will Smith. Es protagonizada por Quvenzhané Wallis, Rose Byrne y Jamie Foxx en el papel de Will Stacks, es una versión actualizada de Daddy Warbucks y la participación antagónica de Cameron Diaz y Bobby Cannavale. Es una adaptación contemporánea del musical homónimo que, en cambio, se basa en la tira cómica de 1924ː La pequeña huérfana Annie de Harold Gray.
La tercera adaptación cinematográfica después de la película de 1982 de Columbia Pictures y la película para televisión de 1999 de Disney, comenzó su producción en agosto de 2013 y se estrenó el 19 de diciembre de 2014 en los Estados Unidos.

## Sinopsis
La historia se desarrolla en la contemporánea Ciudad de Nueva York. Annie es una niña huérfana que vive bajo la crueldad de la señorita Colleen Hannighan, quien se aprovecha de la situación para recibir una ridícula suma de dinero la cual invierte en sus placenteros vicios. Annie fue llevada a un hogar de acogida cuando era apenas una bebé, con la promesa de que volverían por ella algún día, pero terminó teniendo una dura vida desde entonces. Sin embargo, su espontaneidad y alegría por la vida permanecen intactos, siempre alegre cantando y bailando de un lado para otro, sin perder jamás la esperanza de encontrar a sus padres. Sus compañeras de cuarto viven la misma situación, son niñas carentes de familia, a la espera de que alguien las adopte. Excepto la mayor, que es una joven de 13 años y tiene la nula esperanza de ser adoptada por su edad, las chicas depositan toda su fe y esperanza en la motivación que Annie les genera todos los días.
Sin embargo, la vida de Annie da un giro de 180 grados desde el momento en que Will Stacks, un rico empresario y aspirante a alcalde de la ciudad, rescata a Annie de ser atropellada, puesto que ella cruza la calle, corriendo detrás de dos chicos que maltratan a un perro, sin darse cuenta de que un automóvil pasaba por la carretera a gran velocidad, pero por suerte el magnate y candidato a alcalde Will Stacks logra salvarla. A partir de ese momento, Grace, asistente de Will Stacks, y su astuto asesor de campaña, Guy, le sugieren que utilice a la pequeña niña como estrategia para su campaña política. Al principio Mr. Stacks no parece estar muy convencido de hacer ese acto de "caridad", y más por el estilo de vida tan ajetreado que lleva, pero viéndolo desde el punto de que dicho movimiento podría asegurar su triunfo en las elecciones, decide que lo mejor es adoptar a la niña temporalmente para así lograr su objetivo final. Stacks cree que él es el ángel guardián de la niña, pero la seguridad en sí misma y su naturaleza alegre y optimista parece que demuestran lo contrario. Es Annie quien le está dando una lección de vida a Will Stacks. 
Después de encariñarse con ella, Stacks pregunta para adoptar a Annie, mientras su asesor de campaña habla con la señorita Hannigan para planear un secuestro temporal de Annie con falsos padres, un día antes de las elecciones Guy le dice a Stacks que encontraron a los padres de Annie por lo que Annie dice ponerse feliz aunque se da cuenta de que lo que siempre había deseado no la hizo tan feliz como pensaba, entra al carro de sus falsos padres. Durante el secuestro, la señorita Hannigan se da cuenta de que no es lo que realmente deseaba y arrepentida decide ir donde Sr. Stacks para avisarle. Comienzan una búsqueda exhaustiva hasta encontrar a Annie y terminar renunciando a la candidatura y comenzando una relación con su secretaria, Grace. Nos encontramos con una historia conmovedora, en donde la música juega un papel esencial.

## Reparto
- Quvenzhané Wallis como Annie, una huérfana en una casa de acogida que desea encontrar a sus padres.
- Jamie Foxx como William "Will" Stacks, un acaudalado político basado en Oliver Warbucks.
- Rose Byrne como Grace Farrell, la confiable asistente personal de Stacks y figura materna de Annie.
- Cameron Diaz como Señorita Colleen Hannigan, la mujer obsesivo-compulsiva encargada de la casa de acogida donde reside Annie y una ex-cantante.
- Bobby Cannavale como Guy un "asesor político controversial" para Stacks.[4]
- Adewale Akinnuoye-Agbaje como Nash, "el fuerte, pero encantador guardaespaldas y chofer de Stacks y un buen amigo de Annie".[5]
- Tracie Thoms y Dorian Missick como los "padres falsos" de Annie,[6] basados en los personajes Lily St. Regis y Rooster Hannigan.
- David Zayas como Lou, el propietario de un negocio local que es amigo de Annie y está enamorado de la señorita Hannigan.[7]
- Peter Van Wagner como Harold Gray, oponente de Stacks por la alcaldía. El nombre "Harold Gray" hace referencia al creador de la tira cómica La pequeña huérfana Annie.

### Las huérfanas
- Nicolette Pierini como Mia, la huérfana menor.
- Amanda Troya como Pepper Ulster, la huérfana mayor.[8]
- Eden Duncan-Smith como Isabella, una de las huérfanas.
- Zoe Margaret Colletti como Tessie Dutchess, una de las huérfanas.

Michael J. Fox, Patricia Clarkson, Mila Kunis, Ashton Kutcher, Bobby Moynihan, Sia, George Clooney, y Rihanna hacen cameos en la película.

## Banda sonora
La banda sonora contiene canciones de la producción original de Broadway, escrita por el compositor Charles Strouse y el letrista Martin Charnin, con arreglos de la australiana Sia y el estadounidense Greg Kurstin. El álbum, con la producción ejecutiva de Kurstin, incluye canciones de la película interpretadas por Wallis, Diaz, Foxx, Byrne, Cannavale, Troya, Smith, Pierini, y Colletti. Sia y Kurstin escribieron tres canciones nuevas para la banda sonora, incluyendo "Opportunity", "Who Am I?", y "Moonquake Lake". Sia también compuso en compañía "The City's Yours" con David Arnold. Matt Sullivan hizo las veces de supervisor musical de la película.

### Lista de canciones
| Annie (banda sonora original de la película) |                                                              |                                                                                               |          |  |
| N.º                                          | Título                                                       | Intérprete(s)                                                                                 | Duración |  |
| 1.                                           | «Overture»                                                   | Reparto de Annie                                                                              | 1:37     |  |
| 2.                                           | «Maybe»                                                      | Quvenzhané Wallis, Zoe Margaret Colletti, Nicolette Pierini, Eden Duncan-Smith y Amanda Troya | 2:49     |  |
| 3.                                           | «It's the Hard-Knock Life»                                   | Quvenzhané Wallis, Zoe Margaret Colletti, Nicolette Pierini, Eden Duncan-Smith y Amanda Troya | 2:10     |  |
| 4.                                           | «Tomorrow»                                                   | Quvenzhané Wallis                                                                             | 2:33     |  |
| 5.                                           | «I Think I'm Gonna Like It Here (nueva versión)»             | Quvenzhané Wallis, Rose Byrne y Stephanie Kurtzuba                                            | 3:31     |  |
| 6.                                           | «You're Never Fully Dressed Without a Smile (nueva versión)» | Sia                                                                                           | 3:10     |  |
| 7.                                           | «Moonquake Lake»                                             | Sia & Beck                                                                                    | 2:53     |  |
| 8.                                           | «Little Girls (nueva versión)»                               | Cameron Diaz                                                                                  | 2:17     |  |
| 9.                                           | «The City's Yours»                                           | Jamie Foxx y Quvenzhané Wallis                                                                | 3:12     |  |
| 10.                                          | «Opportunity»                                                | Quvenzhané Wallis                                                                             | 3:06     |  |
| 11.                                          | «Easy Street (nueva versión)»                                | Cameron Diaz y Bobby Cannavale                                                                | 2:16     |  |
| 12.                                          | «Who Am I?»                                                  | Jamie Foxx, Cameron Diaz y Quvenzhané Wallis                                                  | 3:20     |  |
| 13.                                          | «I Don't Need Anything But You (nueva versión)»              | Jamie Foxx, Quvenzhané Wallis y Rose Byrne                                                    | 2:25     |  |
| 14.                                          | «Tomorrow (Reprise)»                                         | Reparto de Annie                                                                              | 1:31     |  |
| 15.                                          | «Opportunity (esta versión no aparece en la película)»       | Sia                                                                                           | 3:14     |  |
| 40:04                                        |                                                              |                                                                                               |          |  |

En los tráileres oficiales de la película para Latinoamérica y España, se puede apreciar que las canciones It's the Hard-Knock Life (Latam: Mala vida y nada más; España: Esta vida es criminal) y Tomorrow (Mañana) fueron dobladas.
Sin embargo, en la película doblada para Latinoamérica, cambió la letra de «Mala vida y nada más» a «Esta vida es fatal».

## Estreno y críticas
Annie llegó a los teatros el 19 de diciembre de 2014 en los Estados Unidos, y un día después en el Reino Unido. En los EE. UU., la película fue calificada PG por contener "lenguaje moderado y humor crudo", y en el Reino Unido obtuvo la clasificación PG por "lenguaje soez leve".
Las consideraciones y puntuación que se le dio al fim fue bastante baja en los principales medios dedicados a la crítica. Sensacine puntuó la película con solo dos estrella mientras que Rotten Tomatoes la calificó solo con 28% mientras que la audiencia de la página en cuestión fue un poco más allá de la medianía con un 58% de aprovación. Una de las críticas apuntó a que "al parecer Hollywood tiene la necesidad de cambiarle la etnia a los personajes clásicos". Filmaffinity por su parte al igual que los otros críticos, la calificó con dos estrellas sobre un total de cinco con críticas como  "Un pálido remake del film original John Houston". 

### Piratería
La película se filtró en las redes P2P el 27 de noviembre de 2014, tres semanas antes del estreno previsto. Junto con esta, se filtró Corazones de hierro y otras tres películas de Sony que no se han estrenado: Sr. Turner, Still Alice y To Write Love on Her Arms. A los tres días de haberse presentado las filtraciones, Annie había sido descargada por un estimado de 206 000 IP únicas (comparada con Corazones de hierro, que fue descargada 1.2 millones de veces en el mismo periodo de tiempo). Los analistas de la industria expresaron que la filtración no afectaría a gran escala el estreno oficial de la película.

## Premios y nominaciones
| Premio/Festival                 | Ceremonia           | Categoría                        | Nominados                                         | Resultado |
| ------------------------------- | ------------------- | -------------------------------- | ------------------------------------------------- | --------- |
| Critics' Choice Award           | 15 de enero de 2015 | Mejor actor joven                | Quvenzhané Wallis                                 | Nominada  |
| Premios Globo de Oro            | 12 de enero de 2015 | Mejor actriz - Comedia o musical | Quvenzhané Wallis                                 | Nominada  |
| Premios Globo de Oro            | 12 de enero de 2015 | Mejor canción original           | Opportunity Sia Furler, Will Gluck y Greg Kurstin | Nominada  |
| Nickelodeon Kids' Choice Awards | 28 de marzo de 2015 | Mejor Actriz de Cine             | Cameron Diaz                                      | Nominada  |
| Nickelodeon Kids' Choice Awards | 28 de marzo de 2015 | Mejor Villana                    | Cameron Diaz                                      | Nominada  |